# Chiesa di Santa Giustina (Tizzano Val Parma)
La chiesa di Santa Giustina è un luogo di culto cattolico dalle forme barocche e neogotiche, situato in strada di Campo Fermo a Casola, frazione di Tizzano Val Parma, in provincia e diocesi di Parma; è sede di una parrocchia compresa nella zona pastorale della Montagna.

## Storia
Il luogo di culto originario fu eretto in epoca medievale; la più antica testimonianza della sua esistenza risale al 1230, quando l'Ecclesie de Casolis fu menzionata nel Capitulum seu Rotulus Decimarum della diocesi di Parma tra le dipendenze dell'abbazia di Vallombrosa, pur trovandosi all'interno del territorio amministrato dalla pieve di Tizzano.
Nel 1354 la giurisdizione sul tempio passò direttamente alla pieve di San Pietro.
Nel 1494 fu menzionata per la prima volta l'intitolazione dell'edificio a santa Giustina vergine e martire, nel Regesto antico diocesano.
Nel 1564 il tempio, unito alla chiesa di San Maurizio di Carobbio, fu elevato a sede parrocchiale; tale condizione si mantenne fino al 1621, quando i due luoghi di culto furono separati costituendo due parrocchie autonome.
Nel 1660 furono avviati i lavori di costruzione di un nuovo edificio, a breve distanza da quello medievale, che fu successivamente abbandonato; il cantiere fu completato l'anno seguente.

## Descrizione

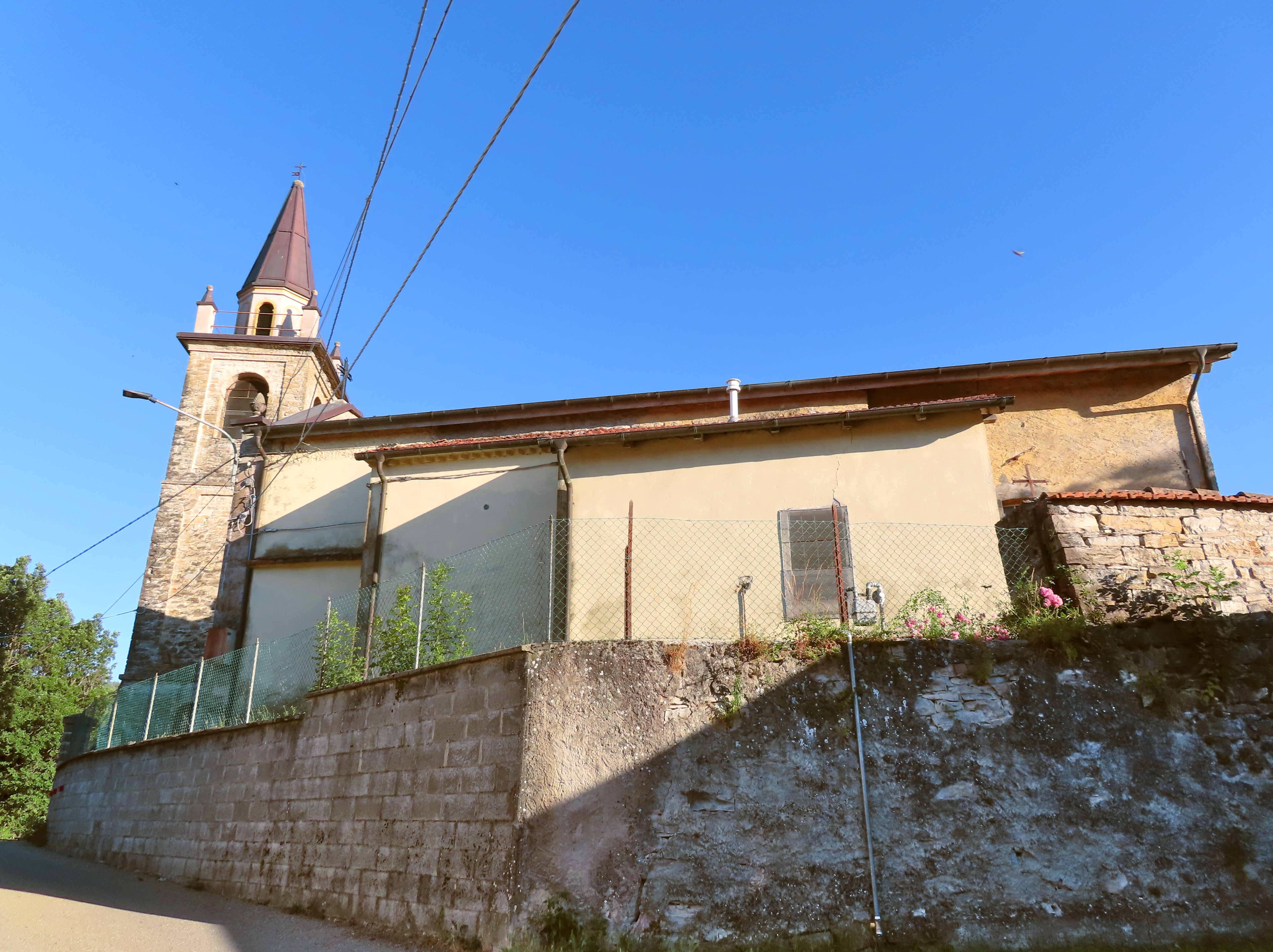
Lato nord

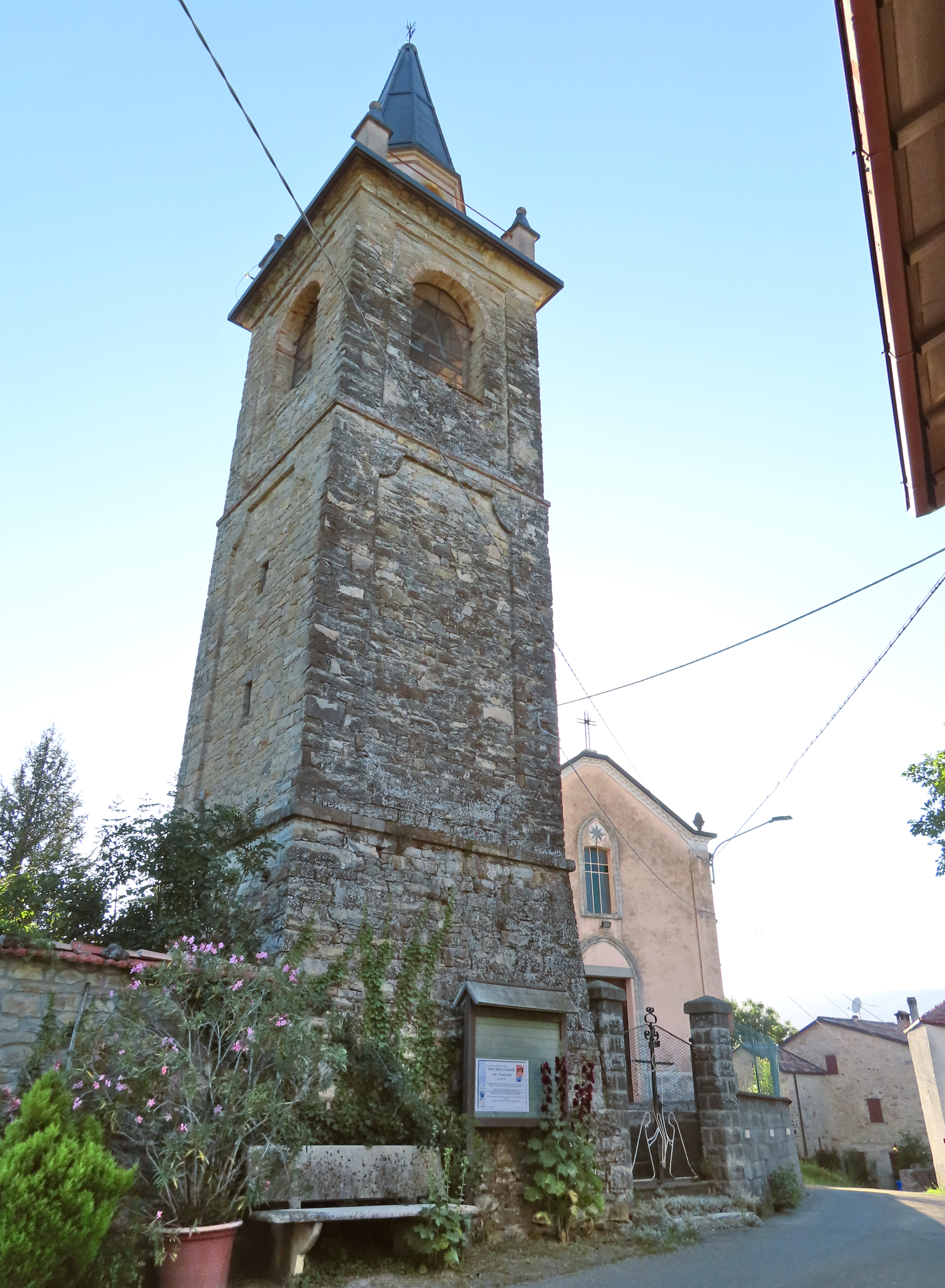
Campanile

La chiesa si sviluppa su un impianto a navata unica affiancata da una cappella per lato, con ingresso a est e presbiterio a ovest.
La simmetrica facciata a capanna, interamente intonacata come il resto dell'edificio, è delimitata da due lesene alle estremità; nel mezzo è collocato il portale d'ingresso, inquadrato da una cornice modanata e sormontato da una lunetta a tutto sesto; più in alto si apre una finestra ad arco ribassato, coronata da una lunetta ad arco ogivale; in sommità, lungo gli spioventi del tetto si allunga un motivo a denti di sega, al di sopra del quale sono poste due pigne alle estremità e una croce metallica al centro.
Dai fianchi aggettano i bassi volumi delle cappelle laterali e dei locali accessori.
Di fronte al prospetto principale, si erge su un alto basamento a scarpa il massiccio campanile in pietra, accessibile lateralmente attraverso una porta ad arco a tutto sesto; la torre è decorata con specchiature con angoli smussati; la cella campanaria si affaccia sulle quattro fronti attraverso ampie monofore a tutto sesto; in sommità si eleva, tra quattro piccoli pinnacoli piramidali, una lanterna a base ottagonale, con quattro finestre; a coronamento si staglia una guglia metallica.
All'interno la navata, coperta da tre volte a crociera, è scandita lateralmente da una serie di lesene doriche; sui fianchi si trovano due ampie nicchie in corrispondenza della prima campata, mentre sulla seconda si aprono attraverso ampie arcate a tutto sesto le cappelle, chiuse superiormente da volte a botte lunettate.
Il presbiterio, lievemente sopraelevato, è preceduto dall'arco trionfale, retto da due paraste doriche; l'ambiente, coronato da una volta a botte lunettata, accoglie nel mezzo l'altare maggiore marmoreo a mensa, aggiunto tra il 1970 e il 1980.
La chiesa conserva alcune opere di pregio, tra cui un olio tardo-seicentesco raffigurante la Madonna col Bambino e i santi Giustina e Antonio abate, eseguito da Giovanni Bolla, un quadro rappresentante San Luigi Gonzaga, realizzato probabilmente da Luigi Vigotti tra il 1843 e il 1844 per volere della duchessa Maria Luigia, una tela del Sacro Cuore, databile all'incirca alla metà del XIX secolo, un piccolo tabernacolo dipinto, risalente agli inizi del XVII secolo, e l'ancona del 1664 collocata sull'altare maggiore.